# Goudrugvlagstaartpapegaai
De goudrugvlagstaartpapegaai (Prioniturus platurus) is een vogel uit de familie Psittaculidae (papegaaien van de Oude Wereld).

## Verspreiding en leefgebied
Deze soort is endemisch op Sulawesi en telt drie ondersoorten:
- P. p. talautensis: Talaudeilanden (noordelijk van Sulawesi).
- P. p. platurus: Sulawesi en de nabijgelegen eilanden.
- P. p. sinerubris: Taliabu en Mangole (Soela-eilanden).

## Status
De grootte van de populatie is niet gekwantificeerd maar de soort wordt omschreven als algemeen. Op de Rode lijst van de IUCN heeft deze soort de status niet bedreigd.